# Nazionale maschile di pallacanestro delle Isole Vergini Americane
La nazionale di pallacanestro delle Isole Vergini Americane è la rappresentativa cestistica delle Isole Vergini Americane ed è posta sotto l'egida della Federazione cestistica delle Isole Vergini Americane.

## Piazzamenti

### Campionati americani
- 2001 - 7º
- 2003 - 10º
- 2007 - 10º
- 2009 - 10º
- 2017 - 4º
- 2022 - 12º

### Campionati centramericani
- 1965 - 5º
- 1967 -  3º
- 1973 - 6º
- 1975 - 5º
- 1981 - 7º

- 1985 - 5º
- 1989 - 6º
- 1993 - 6º
- 1997 - 5º
- 1999 - 6º

- 2001 - 4º
- 2003 - 4º
- 2006 -  2º
- 2008 -  2º
- 2010 - 9°

- 2012 - 7°
- 2014 - 6°
- 2016 - 5°

### Campionati caraibici
- 2004 - 6º
- 2006 -  2º
- 2011 -  1º
- 2014 -  3º
- 2015 -  1º

### Giochi panamericani
- 1971 - 11º
- 1975 - 10º
- 1979 - 10º
- 1987 - 10°
- 2007 - 8º

- 2019 - 8º

## Formazioni

### Campionati americani
Campionato americano maschile di pallacanestro 2001Heywood, Taylor, Thomas, Oliver, White, Trimmingham, Richards, Blyden, Averil, Bell, Chelcher, Edwin, All. Tevester Anderson
Campionato americano maschile di pallacanestro 20034 Maynard, 5 Sheppard, 6 Oliver, 7 Victor, 8 Richards, 9 White, 10 Caesar, 11 Gregory, 12 Trimmingham, 13 Heywood, 14 Peterkin, 15 Charles,        All. Tevester Anderson
Campionato americano maschile di pallacanestro 20074 Hodge, 5 Sheppard, 6 Krauser, 7 Victor, 8 Richards, 9 Edwin, 10 Peterkin, 11 Gregory, 12 Francis, 13 Heywood, 14 Rhymer, 15 Elegar,        All. Tevester Anderson
Campionato americano maschile di pallacanestro 20094 Richards, 5 Sheppard, 6 Hodge, 7 Victor, 8 Jones, 9 Edwin, 10 Brown, 11 White, 12 Freeman, 13 Washington, 14 Rhymer, 15 Cooper,        All. Tevester Anderson
Campionato americano maschile di pallacanestro 20174 Rivera, 5 Adams, 6 Hodge, 7 Victor, 8 Ju. Gray, 9 Jo. Gray, 10 Simmons, 11 Edwin, 12 Hart, 13 Fredericks, 14 Jones, 15 Martínez,        All. Sam Mitchell
Campionato americano maschile di pallacanestro 20220 Nesbitt, 4 Milligan, 5 Corbett, 7 Jules, 8 Bloodman, 11 Aska, 13 Christmas, 14 Hansen, 20 López, 22 Baker,        All. Edniesha Curry

### Campionati centramericani
Campionato centramericano maschile di pallacanestro 1999Allick, Blyden, Brown, Charles, Isidore, Maduro, Rhymer, Richards, Trimmingham, Victor, White, All. Tevester Anderson
Campionato centramericano maschile di pallacanestro 2001Brown, Trimmingham, Niles, Victor, Heywood, Blyden, Averil, Hodge, White, Gumbs, Francis, Sheppard, All. Tevester Anderson
Campionato centramericano maschile di pallacanestro 20034 Brathwaite, 5 Sheppard, 6 Hodge, 7 Oliver, 8 Richards, 9 White, 10 Victor, 11 Bell, 12 Caesar, 13 Thomas, 14 Langellier, 15 Rhymer,        All. Tevester Anderson
Campionato centramericano maschile di pallacanestro 20064 Hodge, 5 Sheppard, 6 Gerard, 7 Victor, 8 Rhymer, 9 Francis, 10 Cooper, 11 Edwin, 12 Niles, 13 Samuel, 14 Williams, 15 Elegar,        All. Tevester Anderson
Campionato centramericano maschile di pallacanestro 20084 Hodge, 5 Sheppard, 6 Gumbs, 7 Victor, 8 Samuel, 9 Edwin, 10 Ford, 11 White, 12 Lewis, 13 Williams, 14 Rhymer, 15 Elegar,        All. Tevester Anderson
Campionato centramericano maschile di pallacanestro 20104 R. Richards, 5 Peltier, 6 Hodge, 7 Gumbs, 8 J. Richards, 9 Edwin, 10 Brown, 12 Little, 13 Thomas, 15 Elegar,        All. Milton Barnes
Campionato centramericano maschile di pallacanestro 20124 Byron, 5 Samuel, 6 Hodge, 7 Gray, 8 Richards, 9 J. Edwin, 10 Brown, 11 D. Edwin, 12 Aska, 13 Rhymer, 14 Washington, 15 Jones,        All. Milton Barnes
Campionato centramericano maschile di pallacanestro 20144 Rivera, 5 Sheppard, 6 Hodge, 7 Victor, 8 Howard, 9 Edwin, 10 Brown, 11 Gray, 12 Hart, 13 Moses, 14 Smith, 15 Jones,        All. Milton Barnes
Campionato centramericano maschile di pallacanestro 20164 Rivera, 5 Milligan, 6 Hodge, 8 Williams, 9 Gray, 11 Aska, 12 Hart, 14 Jones, 15 Rhymer,        All. Sam Mitchell

### Campionati caraibici
Campionato caraibico maschile di pallacanestro 2000Allick, Anderson, Hawkins, Victor, White, Richards, Blyden, Niles, All. Tevester Anderson
Campionato caraibico maschile di pallacanestro 2002White, Edwin, Victor, Heywood, Brown, Thomas, Sheppard, All. Tevester Anderson
Campionato caraibico maschile di pallacanestro 20064 Peltier, 5 Sheppard, 6 Hodge, 7 Victor, 8 Richards, 9 Francis, 10 Langellier, 11 Edwin, 12 O'Garro, 13 Samuel, 14 Cooper, 15 Elegar,        All. Tevester Anderson
Campionato caraibico maschile di pallacanestro 20115 Sheppard, 6 Hodge, 7 Victor, 9 Edwin, 10 Brown, 11 Gumbs, 12 Aska, 13 Clarke, 14 Washington, 15 Jones,        All. -
Campionato caraibico maschile di pallacanestro 20144 Rivera, 5 Sheppard, 6 Peltier, 7 Victor, 8 Williams, 9 Edwin, 10 Brown, 11 Gray, 12 Richards, 13 Samuel, 14 Smith, 15 Jones,        All. Milton Barnes
Campionato caraibico maschile di pallacanestro 20154 Rivera, 5 Sheppard, 6 Milligan, 7 Victor, 8 Williams, 10 Le. Smith, 11 Aska, 12 Hart, 13 Howard, 14 La. Smith, 15 Rhymer,        All. Sam Mitchell

### Giochi panamericani
Pallacanestro maschile ai VI Giochi panamericaniBell, Blake, Charles, Ferrari, Francis, Knigge, Lester, Malone, A. Solomon, W. Solomon, Toole, Williams, All. Hubert Lewis
Pallacanestro maschile ai VII Giochi panamericani4 Bell, 5 Frett, 6 Testamark, 7 Harrison, 8 Cid, 9 Francis, 10 Simeon, 11 Johns, 12 Williams, 13 Abraham, 14 Charles, 15 Solomon,        All. Jaime Frett
Pallacanestro maschile agli VIII Giochi panamericaniCallendar, Charles, Cid, Frett, Gumbs, Harrison, Johns, Malone, Miller, Peterson, Solomon, White, All. Glen Williams
Pallacanestro maschile ai X Giochi panamericani4 Faulkner, 5 Ronan, 6 Newton, 7 Bough, 8 Swanston, 9 Lettsome, 10 Brown, 11 Smith, 12 Charles, 13 Bollings, 14 Andrews, 15 Welsh,        All. Tevester Anderson
Pallacanestro maschile ai XV Giochi panamericani4 Hodge, 5 Sheppard, 6 Krauser, 7 Victor, 8 Heywood, 9 Edwin, 10 Miller, 11 Gregory, 12 Francis, 13 Thomas, 14 Rhymer, 15 Elegar,        All. Tevester Anderson
Pallacanestro maschile ai XVIII Giochi panamericani5 Peltier, 6 Hodge, 7 Milligan, 8 Hart, 9 Gray, 10 Perry-Murray, 12 Smith, 14 Aska, 15 Alcindor,  0 Richards,      All. William Colón

### Giochi centramericani e caraibici
Pallacanestro maschile ai XXI Giochi centramericani e caraibici4 R. Richards, 5 Peltier, 6 Hodge, 7 Gumbs, 8 J. Richards, 9 Edwin, 10 Williams, 11 Washington, 12 Little, 13 Thomas, 14 Rhymer, 15 Elegar,        All. -
Pallacanestro maschile ai XXIII Giochi centramericani e caraibici0 Rivera, 4 Nesbitt, 5 Adams, 7 Richards, 8 Simmons, 9 Clarke, 10 Perry-Murray, 11 Alcindor, 12 Smith, 14 Samuel,        All. -
Pallacanestro maschile ai XXIV Giochi centramericani e caraibici0 Nesbitt, 4 Rosario, 5 Corbett, 6 Arnold, 7 Jules, 8 Rasmussen, 10 Johnson, 11 Aska, 14 Hansen, 20 López, 22 Baker,        All. Edniesha Curry

## Nazionali giovanili
- Nazionale Under-18 di pallacanestro delle Isole Vergini americane